# Leah Daw
Leah Daw (* 19. Dezember 1991) ist eine ehemalige australische Tennisspielerin.

## Karriere
Daw begann mit 14 Jahren das Tennisspielen und bevorzugte Hartplätze. Sie spielte vorrangig Turniere auf der ITF Women’s World Tennis Tour, wo sie einen Titel im Doppel gewinnen konnte.

## Turniersiege

### Doppel
| Nr. | Datum           | Turnier | Kategorie   | Belag     | Partnerin     | Finalgegnerinnen                      | Ergebnis |
| --- | --------------- | ------- | ----------- | --------- | ------------- | ------------------------------------- | -------- |
| 1.  | 17. August 2013 | Uşak    | ITF $10.000 | Hartplatz | Nicole Collie | Michaela Frlicka Stanislava Hrozenská | 6:3, 6:4 |